# Иван Липранди
Иван Петрович Липранди (Липранд) (на руски: Ива́н Петро́вич Липра́нди) е руски военен и държавен деец, генерал-майор от Руската императорска армия и историк. Виден деятел на руските тайни служби, обособени впоследствие в Царска тайна полиция.
Оставя спомени за Пушкин, с когото се сближава по време на южното заточение на поета (1820 – 1824).
В книгите си и в ръкописни доклади дава сведения за териториите, които са населени от българи, и за черти от техния характер.

## Произход
Произхожда от испанско-мавританския род Липранди, който в XVII век се заселва в Пиемонт. Баща му, притежател на тъкачни фабрики в Мондови, в края на XVIII век отива в Русия, където се заема с организацията на императорската Александровска манифактура и ред други производства. Кръщава децата си от втория си брак с баронеса Кусова в православната вяра. Негови синове са двамата бъдещи руски генерали – Иван и Павел Липранди. 

## Кариера
Иван Липранди постъпва на военна служба като унтерофицер на 13 август 1807 г. в свитата на царя, участва в руско-шведската война, където е отличен „За храброст“ с производство в офицерско звание поручик, бие се в Отечествената война с Наполеон, в организацията и управлението на военната полиция в окупационния корпус във Франция, става офицер за особени поръчения на новорусийския и бесарабски губернатор Воронцов, на 17 януари 1826 арестуван в Кишинев по делото срещу декабристите, на 26 февруари оправдан и награден с 2000 рубли, 6 декември 1826 произведен в чин полковник, април 1828 – септември 1829 участва в Руско-турската война, 27 януари 1832 излиза в оставка с чин генерал-майор, в 1840 минава на служба във вътрешното ведомство, в 1841 е назначен за началник на комисията по делата на разколниците и скопците, в 1861 се пенсионира, от 1866 г. до кончината си е действителен член на „Общества истории древностей российских при Московском университете“, умира на 9 май 1880 г., погребан е в Петербург във Волковото гробище.

## Организатор и командващ българския доброволчески корпус в Руско-турската война 1828 – 1829
По време на Руско-турската война от 1828 – 1829 година Иван Липранди в март 1829 организира и командва Българския доброволчески корпус, съставен първоначално от българи от Украйна, Молдова и Влашко към които впоследствие, непланирано за руснаците, се присъединяват и значителен брой родолюбци отсам Дунав. Първоначално той наброява около 1600 души, но впоследствие към него са придадени съществуващите от по-рано български доброволчески отряди и чети на Георги Мамарчев, Панайот Фокианов, Хаджиоглу Габровли, Алексий войвода, Иванчо войвода и други. Отрядът е замислен за действие като специална част, първоначално прочиства Делиормана от башибозушки групи, а след това действа в Тракия.

## За българите, територията им и етнографията
В трудовете си Иван Липранди дава много сведения за териториите, населени с българи. В книгата си „Восточный вопрос и Болгария“ (1868) той описва „географската България“ и етнографската.  За южните ѝ части пише:
| „ | Салоники (Солун или Селун) е пълен с българи, едва ли не наполовина, и с гърци. Изобщо в южната част, която се нарича Македония или Тесалия, разбира се, броят на българите не отстъпва на гърците при народонаселение от два милиона. Българите се простират в Ливадия, срещаме ги даже в Морея. Южната част на Сереския пашалък вече наполовина е смесена с гърци, а на запад има и албанци. Тук, както навсякъде, българите предпочитат живота в селата, а градовете предоставят на гърците; именно затова пътешествениците виждат малко българи, тъй като те живеят далеч от пътищата; но при всичкото това и тук българското население е значително по-многобройно от гръцкото. В Охрид и окръга му българите са смесени в по-голямата си половина с албански християни. | “ |

В заключение той пише, че българското племе живее на голямо пространство:
| „ | На север то се простира до бреговете на Дунава, по цялото му протежение от устието на Тимок до вливането му в Черно море; на изток – до Черно море, от устието на Дунав почти до Босфора и Константинопол; на юг до Босфора, Мраморно море, Дарданелите и Егейско море; на запад до границите с Албания. По този начин селищата на българите, с численост повече от четири милиона, се допират до три морета, вътрешността пък е прорязана от многобройни плавателни реки. При многото граждански добродетели, които българското племе притежава, то трябва да очаква най-щастливо бъдеще <...> Българи има и в пределите на Русия, в Бесарабия; има, и то твърде много, в Молдавия, особено пък във Влашко; има в Банат, в Сърбия, в Албания, има и в самата Гърция. Навсякъде те заемат най-почетно място сред гражданите, навсякъде те са най-трудолюбивите земеделци. Досега са били съвършено чужди на политиката, навсякъде са запазили в по-голяма или в по-малка степен своите обичаи, своя характер, съчувстват си едни на други без оглед на разстоянието, което ги разделя. | “ |

## Други
На генерал Липранди е наречена улица в квартал „Хаджи Димитър“ в София (Карта).

## Научни трудове
Сред известните исторически трудове на Липранди, посветени на Източния въпрос, са (на руски):
- „Восточный вопрос и Болгария“. Москва, 1868
- „Болгария“. Москва, Изд. Императорского Общества Исторiи и Древностей Росiйскихъ при Московском Университете, 1877
- Взгляд на театр военных действий на Дунае (1878).